# Centrale a gas

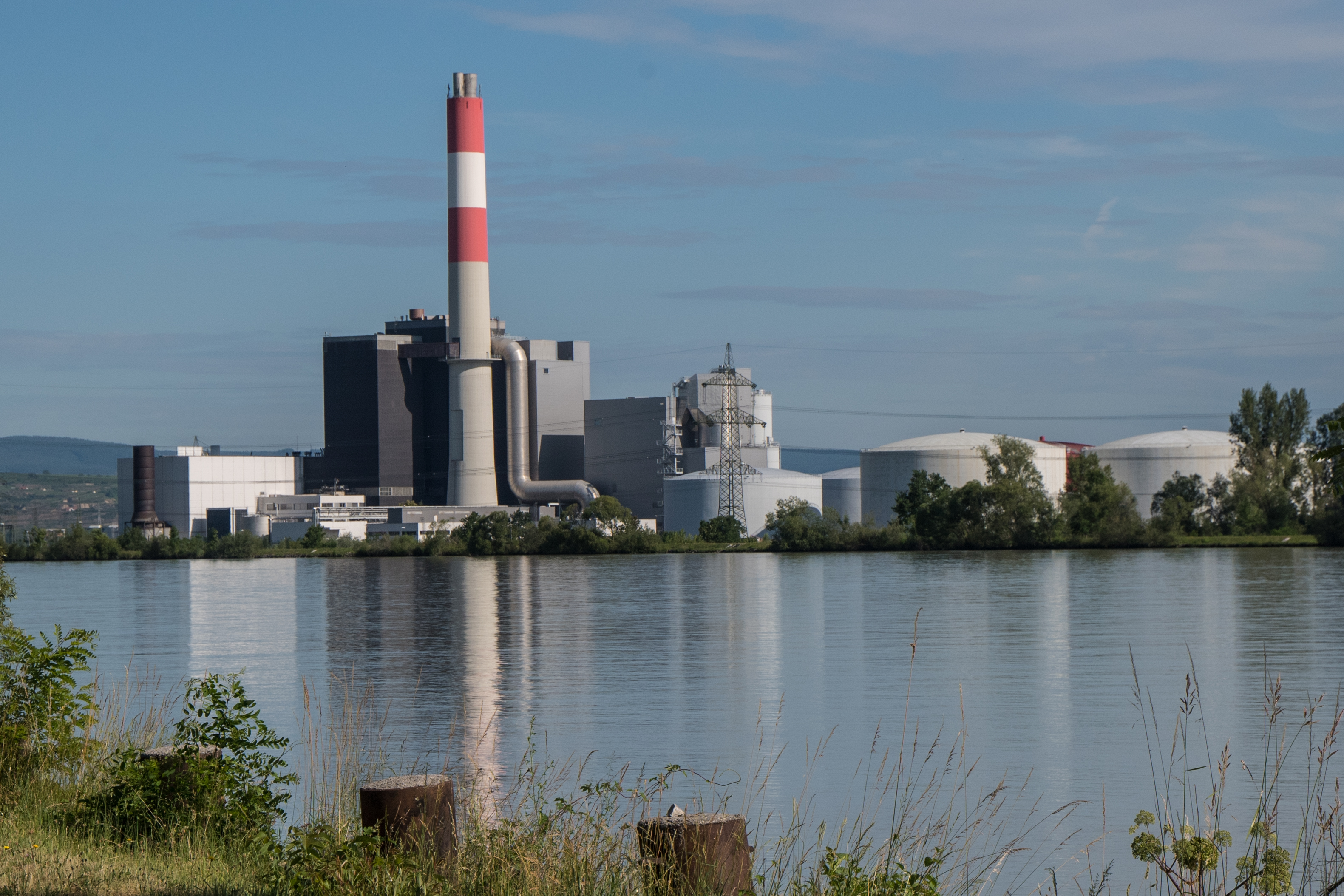
La centrale a gas di Theiß in Austria

Una centrale a gas è una centrale termoelettrica che utilizza gas naturale per generare energia elettrica. Nel 2020 il 24% dell'energia elettrica generata a livello globale proveniva dalla combustione del gas. Nella maggior parte dei casi questi impianti operano in ciclo combinato e hanno quindi un'efficienza prossima al 60%.

## Descrizione

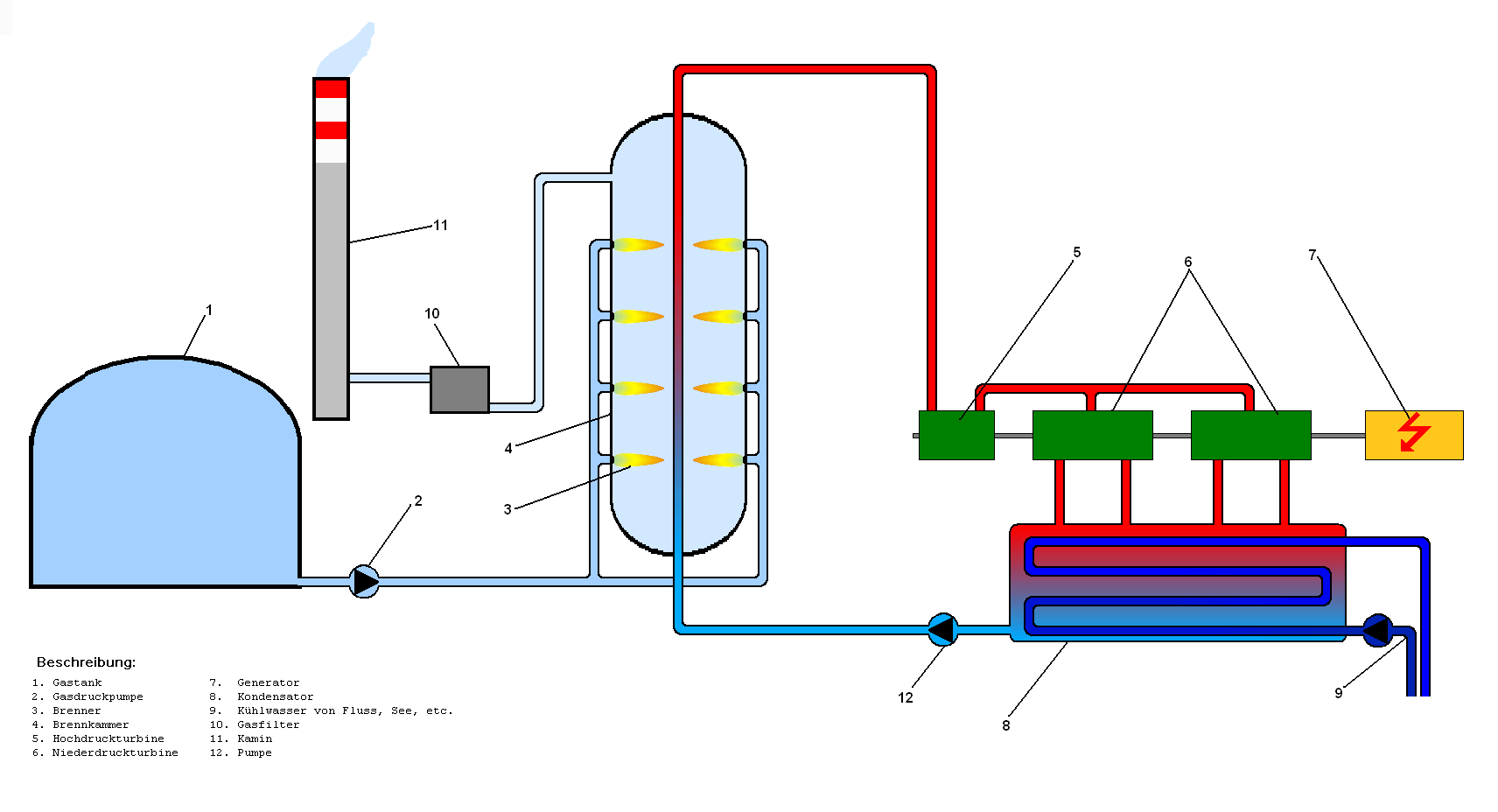
Schema di una centrale a gas

Le centrali a gas si suddividono in centrali con turbina a gas a ciclo aperto e centrali a ciclo combinato.
Le centrali a gas a ciclo aperto sono costituite da una turbina a gas connessa a un alternatore, hanno un rendimento compreso tra il 35% e il 45% e sono utilizzate durante i periodi di alta domanda (per inseguire il carico)
.
Gli impianti che operano con il carico di base sono a ciclo combinato. Hanno anch'essi una turbina a gas collegata a un alternatore, però sfruttano i gas caldi in uscita dalla turbina a gas per alimentare una turbina a vapore con cui ottenere ulteriore potenza elettrica. Il rendimento di questi impianti è compreso tra il 52 e il 64% e garantiscono una certa flessibilità nell'inseguimento del carico. Queste centrali inoltre sono economiche e veloci da realizzare, risultando così molto competitive, nonostante il prezzo del combustibile.

## Diffusione

Mappa che mostra la percentuale di energia elettrica proveniente dalla combustione del gas per ogni stato

Nel 2020 l'energia elettrica generata dalla combustione del gas naturale ha coperto circa il 24% della domanda globale di elettricità. I cinque paesi che più impiegano il gas nella produzione di energia elettrica al 2022 sono: Stati Uniti d'America (1579 TWh), Russia (466 TWh), Giappone (337 TWh), Iran (288 TWh) e Cina (273 TWh). I paesi che al 2022 più utilizzano il gas per la produzione di energia elettrica sono quelli nordafricani e mediorientali, Emirati Arabi Uniti, Kuwait, Qatar, Oman, Libia, Algeria e Tunisia soddisfacevano oltre il 95% della domanda di energia elettrica con il gas.

## Impatto ambientale
L'impatto ambientale delle centrali a gas è causato principalmente dall'anidride carbonica, da anidride solforosa, dagli ossidi di azoto e di particolato. Rispetto alle centrali a carbone o alle centrali a olio combustibile la quantità di inquinanti emessa  a parità di energia prodotta è molto inferiore, rendendo così il gas naturale competitivo anche dal punto di vista ambientale.